# ニマディ語
ニマディ語（ニマディご、英: Nimadi language）はインド語派に属する言語である。マディヤ・プラデーシュ州のニマール地方で話されている。ニマリ語、ニマール語とも呼ばれる。ニマディ、ニマリはニマールが由来である。

## 言語名別称
- ニマール語
- ニマル語
- ニマディ語
- ニマリ語
- Nemadi
- Nimari
- Nimiadi

## 方言
- Bhuani (noe-bhu)